# Actinemys marmorata
El galápago occidental (Actinemys marmorata o Emys marmorata) o la tortuga del Pacífico es una especie de tortuga de aproximadamente 20 cm de longitud de caparazón. Su distribución se limita a la costa oeste de Estados Unidos y México, que va desde el estado occidental de Washington hasta el norte de Baja California, se considera extinta en Canadá.

## Taxonomía
Su clasificación de género se mezcla. Emys y Actinemys fueron utilizados entre las fuentes publicadas en 2010.

## Morfología
El dorsal es de color marrón oliva oscuro o mate por lo general, con o sin reticulaciones oscuras o rayas. El plastrón es de color amarillento, a veces con manchas oscuras en el centro de los escudos. El caparazón mide de 11-21 cm de longitud. El caparazón dorsal es bajo y ancho, la más ancha por lo general detrás de la media, y en los adultos es lisa, sin una quilla o estrías. Los machos tienen una garganta de color amarillo claro o amarillo pálido y un plastrón cóncavo, y la cloaca es igual o posterior al borde del caparazón.

## Distribución
Originalmente iban desde el norte de Baja California, México, al norte de la Puget Sound región de  Washington. A partir de 2007 se han vuelto raras o ausentes en el área de Puget Sound. Tienen una distribución dispersa en la mayor parte del noroeste, y existen algunas poblaciones aisladas en el sur de Washington. Son raras en el Valle de Willamette, al norte de Eugene, Oregón aumenta la abundancia, pero al sur de esta ciudad, donde las temperaturas son más altas. Pueden ser localmente común en algunos arroyos, ríos y lagunas en el sur de Oregón. Se informó de su presencia al este de las Montañas de la Cascada, pero estos pueden haber sido sobre la base de los individuos introducidos. Se extienden hasta los 305 m  de altitud en Washington, y sobre los 915 m de Oregón.

## Ecología y comportamiento

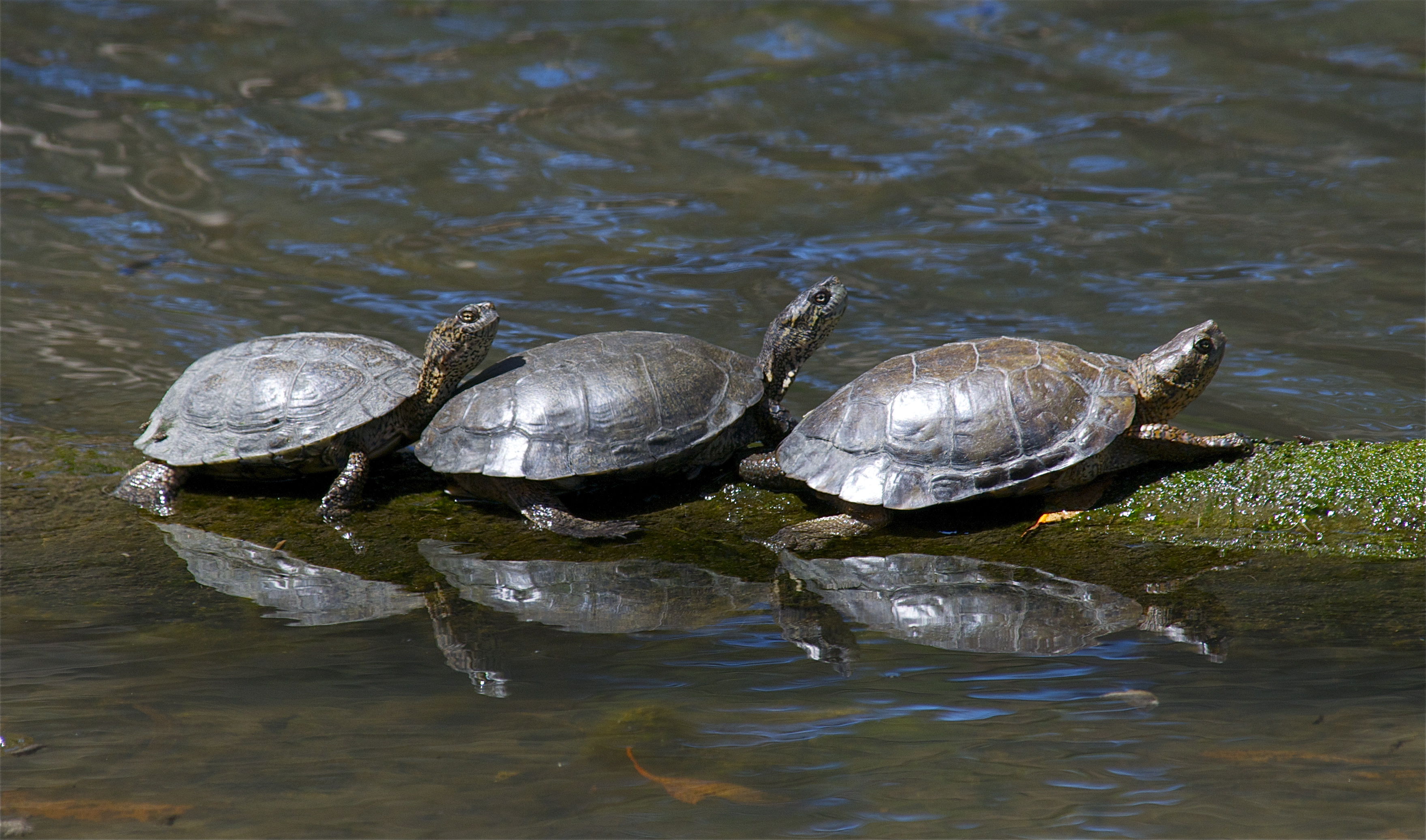
Actinemys marmorata

Viven tanto en aguas permanentes y temporales, incluyendo pantanos, arroyos, ríos, estanques y lagos. Viven en los hábitats con un gran número de rocas o troncos para tomar el sol. También toman el sol en la parte superior de la vegetación acuática o se posicionan justo debajo de la superficie, donde las temperaturas del agua son elevadas. Los individuos muestran un comportamiento agresivo hacia los demás, mientras toman el sol, rápidamente saltan al ser abordados por los seres humanos, incluso a distancias de más de 50 m. En consecuencia, esta especie es a menudo pasado por alto en la naturaleza. Sin embargo, es posible observar las tortugas si se mueve lentamente y escondiéndose detrás de árboles y arbustos.
Buscan refugio en aguas profundas, debajo de troncos sumergidos y rocas, en madrigueras de castor, y suelen "nadar" en sedimentos profundos. Son extremadamente difíciles de detectar en estas condiciones. Las tortugas pueden ser alentados a utilizar sustratos artificiales o balsas, lo que permite una fácil detección de las especies de hábitats complejos.

## Alimentación
Son omnívoros y la mayor parte de su dieta animal incluye insectos, cangrejos y otros invertebrados acuáticos. Comen de vez en cuando peces, renacuajos y ranas, y comen carroña cuando está disponible. Los alimentos vegetales son algas filamentosas, las vainas de lirio, tule y las raíces de totora.

## Reproducción

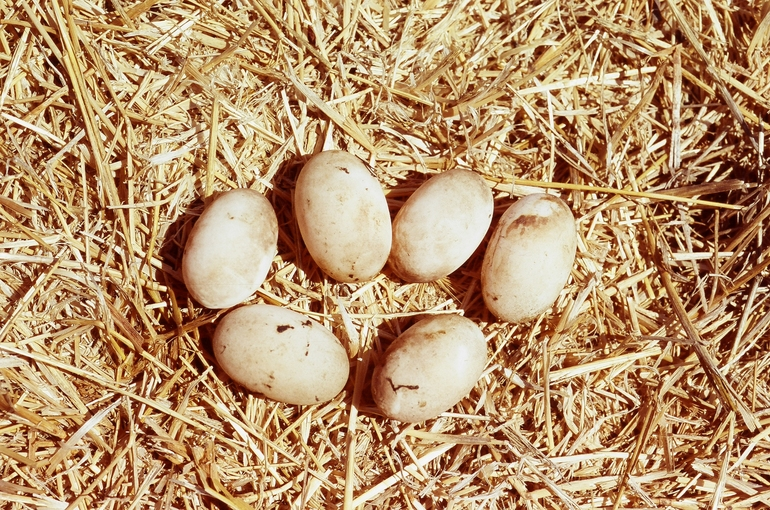

Las hembras producen 5-13 huevos por puesta. Depositan los huevos una vez o dos veces al año. Pueden viajar a cierta distancia del agua para la puesta de huevos,  0.8 km (media milla) de distancia desde el agua y hasta 90 m (300 pies) por encima de la fuente más cercana de agua, pero la mayoría de los nidos están a 90 m (300 pies) del agua. La hembra por lo general deja el agua por la noche y puede ir muy lejos antes de seleccionar un sitio de anidación, a menudo en un área abierta de arena o tierra dura que se enfrenta hacia el sur. El nido es en forma de botella con una abertura de unos 5 cm (2 pulgadas). Las hembras dedican un tiempo considerable, que cubre el nido con tierra y vegetación baja adyacentes, lo que hace difícil para una persona encontrarlo a menos que haya sido afectado por un depredador.

## Las crías
Algunas crías pasan el invierno en el nido, y este fenómeno parece ser más prevalente en las zonas septentrionales. Las lluvias de invierno puede ser necesarias para aflojar el suelo donde algunos nidos son depositados. Puede ser que el nido sea el lugar más seguro para las crías y un refugio mientras esperan el regreso del buen tiempo. Si se trata de crías o huevos que pasan el invierno, en primer lugar los jóvenes aparecen en la primavera del año siguiente a la deposición de los huevos. Las tortugas crecen con lentitud en la naturaleza, y su edad en su primera reproducción puede ser de 10 a 12 años en la parte norte de la cordillera. Pueden sobrevivir más de 30 años en estado salvaje.